# Mario Bava
Mario Bava (San Remo, 31 juli 1914 - Rome, 27 april 1980) was een Italiaans filmregisseur, scenarioschrijver, cameraman en producent.
De vader van Mario Bava, Eugenio Bava, was een cameraman in de vroege dagen van de Italiaanse filmindustrie. Bava was eigenlijk van plan kunstacademie te gaan doen, maar trad toch in zijn vaders voetstappen. Ondanks dit alles nam hij door zijn artistieke achtergrond later altijd een visuele compositie in zijn films mee. Op een reeks korte films en documentaires na was Bava tot 1960 alleen als cameraman actief. Hij was goed in special effects en optische illusies.
Bava's carrière als regisseur kwam pas echt op gang toen hem werd gevraagd de film I Vampiri (1956) af te maken nadat regisseur Ricardo Fredo door onenigheden op de set opstapte. Bava had toen het merendeel van de film geregisseerd en de versie werd een enorme culthit.
Door dit werk werd Bava daarna vaker ingehuurd, zoals bijvoorbeeld voor Caltiki (wederom door Freda) en La Battaglia di Maratona uit 1959. Hierdoor werd hem door een studio aangeboden om een volledig zelf geregisseerde film te maken. Deze film werd La maschera del demonio. Deze film lanceerde meteen zijn carrière en die van nog onbekende actrice Barbara Steele.
Tegenwoordig wordt La Maschera del demonio door velen nog steeds als zijn beste film gezien. De films die hierna kwamen werden gewaardeerd om hun beelden, cameraposities, belichting en set-ontwerp. Ook begon hij te experimenteren met verschillende genres als horror, actie, sandalen en spaghettiwestern, en werd hij de grondlegger van de giallo-thriller, een genre dat later door regisseur Dario Argento werd uitgewerkt.
Vanaf 1965 werkte vaak ook zijn zoon Lamberto Bava als assistent-regisseur mee aan zijn films. Mario Bava stierf op 27 april 1980 aan een hartaanval.

## Filmografie
- La Vispa Teresa (1939 - camera) korte film
- Il tacchino prepotente (1939 - camera) korte film
- Ecco la felicità (1940 - camera)
- Uomini sul fondo (1941 - camera)
- La compagnia della teppa (1941 - camera)
- La nave bianca (1941 - assistent-camera)
- Capitàn Tormenta (1942 - camera)
- Capitan Tempesta (1942 - camera)
- Il leone of Damasco (1942 - camera)
- L'Avventura di Annabella (1943 - camera)
- Sant'Elena, piccola isola (1943 - camera)
- L'Orecchio (1946 - regie, camera)
- L'Elisir d'amore (1946 - camera)
- Il barbiere di Siviglia (1946 - camera) (opera)
- Santa notte (1947 - regie, camera)
- Legenda Sinfonica (1947 - regie, camera) korte film
- Anfiteatro Flavio (1947 - regie, camera) korte film
- Uomini e cieli (1947 - camera)
- Natale al campo 119 (1948 - camera)
- Pagliacci (1948 - camera)
- Variazioni sinfoniche (1949 - regie, camera)
- Antonio di Padova (1949 - camera)
- Follie per l'opera (1949 - camera)
- Miss Italia (1950 - camera)
- L'ospedale del delitto (1950 - camera)
- È arrivato il cavaliere! (1950 - camera)
- Canzone di primavera (1950 - camera)
- Vita da cani (1950 - camera)
- Quel bandito sono io (1950 - camera)
- Goya (1951 - camera) kort film
- La famiglia Passaguai (1951 - camera)
- Amor non ho... però... però (1951 - camera)
- Guardie e ladri (1951 - camera)
- La famiglia Passaguai fa fortuna (1951 - camera)
- Papà diventa mamma (1952 - camera)
- Gli eroi della domenica (1953 - camera)
- Balocchi e profumi (1953 - camera)
- L'bacio dell'Aurora (1953 - camera)
- Perdonami! (1953 - camera)
- Il viale della speranza (1953 - camera)
- Villa Borghese (1953 - camera)
- Terza liceo (1954 - camera)
- Hanno rubato un tram (1954 - camera)
- Graziella (1954 - camera)
- Cose da pazzi (1954 - camera)
- Ulisse (1954 - regie)
- Buonanotte... avvocato! (1955 - camera)
- Le avventure di Giacomo Casanova (1955 - camera)
- I Vampiri (1956 - regie, camera, special-effects)
- Orlando e i Paladini di Francia (1956 - camera)
- Città di notte (1956 - camera)
- La donna più bella del mondo (1956 - camera)
- Mio figlio Nerone (1956 - camera, special-effects)
- La fatiche di Ercole (1958 - camera, special-effects)
- La morte viene dallo spazio (1958 - camera)
- Caltiki - il mostro immortale (1959 - regie, camera, special-effects)
- Ercole e la regina di Lidia (1959 - camera, special-effects, assistent-regisseur)
- Agi Murad il diavolo bianco (1959 - camera, assistent-regisseur)
- La battaglia di Maratona (1960 - regie, camera, special-effects)
- La maschera del demonio (1960 - regie, camera, script, special-effects)
- Esther and the King (1960 - regie, camera)
- Seddok, l'erede di Satana (1960 - productie)
- L'Ultimo dei Vikinghi (1961 - regie)
- Le meraviglie di Aladino (1961 - camera, assistent-regisseur)
- Ercole al centro della terra (1961 - regie, camera, script)
- Gli invasori (1961 - regie, camera, script)
- La ragazza che sapeva troppo (1963 - regie, camera)
- I tre volti della paura (1963 - regie, camera)
- La frusta e il corpo (1963 - regie, camera)
- Sei donne per l'assassino (1964 - regie, camera, script)
- La strada per Fort Alamo (1964 - regie, camera)
- Terrore nello spazio (1965 - regie, camera, script, special-effects)
- Ringo del Nebraska (1966 - regie)
- I coltelli del vendicatore (1966 - regie, camera, script)
- Operazione paura (1966 - regie, camera, script)
- Spie vengono dal semifreddo (1966 - regie, camera, figurant)
- Diabolik (1968 - regie, camera, script)
- L'Odissea (1968 - regie, special-effects) miniserie
- Nde..si muore (1968 - script)
- 5 bambole per la luna d'agosto (1970 - regie, camera)
- Il rosso segno della follia (1970 - regie, camera)
- Roy Colt e Winchester Jack (1970 - regie, camera)
- Reazione a catena (1971 - regie, camera, script)
- Gli orrori del castello di Norimberga (1972 - regie, camera)
- Quante volte... quella notte (1972 - regie, camera)
- Casa dell'esorcismo (1973 - regie, script)
- Cani arrabbiati (1974 - regie, camera, figurant)
- Moses the Lawgiver (1974 - special-effect) miniserie
- Schock (1977 - regie, camera)
- La venere di Ille (1979 - regie)
- Inferno (1980 - special-effects, assistent-regisseur)

## Verder lezen
- Luigi Cozzi - Mario Bava. I mille volti della paura; Mondo Ignoto, 2001. Engelse heruitgave Mario Bava: Master of Horror in 2013.
- Tim Lucas - Mario Bava: All the Colors of the Dark; Video Watchdog, 2007.
- Davide Di Giorgio - Mario Bava. Il rosso segno dell’illusione; goWare & Edizioni Sentieri Selvaggi, 2013.
- Carlos Aguilar - Mario Bava; Catedra, 2013.
- Troy Howarth - The Haunted World of Mario Bava; FAB Press, 2003. Heruitave in 2014.
- Leon Hunt - Mario Bava: The Artisan as Italian Horror Auteur; Bloomsbury Academic, 2022.

- Bibsys: 1498562807676
- Biblioteca Nacional de España: XX1066039
- Bibliothèque nationale de France: cb139301330 (data)
- Gemeinsame Normdatei: 119326337
- International Standard Name Identifier: 0000 0003 6866 3348
- Library of Congress Control Number: n84079480
- Nationale Bibliotheek van Tsjechië: pna2010578086
- Nationale bibliotheek van Australië: 35623602
- Nationale Bibliotheek van Israël: 987007339664005171
- Nationale Bibliotheek van Polen: a0000003236322
- Nederlandse Thesaurus van Auteursnamen: 242556876
- Istituto Centrale per il Catalogo Unico: RAVV094841
- SNAC: w6rh03bj
- Système universitaire de documentation: 027643026
- Trove: 1018833
- Union List of Artist Names: 500129063
- Virtual International Authority File: 311024422
- WorldCat: E39PBJkD3fCMwJVTPRjWvMWbh3